# Solanum nava
Solanum nava är en potatisväxtart som beskrevs av Philip Barker Webb och Sabin Berthelot. Solanum nava ingår i släktet skattor som ingår i familjen potatisväxter. Inga underarter finns listade i Catalogue of Life.